# Wright Peak
Wright Peak är en bergstopp i Antarktis. Den ligger i Västantarktis. Inget land gör anspråk på området. Toppen på Wright Peak är 1 565 meter över havet, eller 470 meter över den omgivande terrängen. Bredden vid basen är 13,7 km.
Terrängen runt Wright Peak är kuperad åt nordväst, men åt sydost är den platt. Wright Peak ligger uppe på en höjd som går i öst-västlig riktning. Trakten är obefolkad. Det finns inga samhällen i närheten. 